# 漂泳区分帯
漂泳区分帯（ひょうえいくぶんたい、英語: pelagic zone）は、外洋において海面から海底を1つの水柱と考え、深さによりその区域が分割された概念または深い外洋そのものを表す。漂泳帯や漂泳界、漂泳区などとも呼ばれる。英語での"pelagic" は、古代ギリシア語で外洋を表すπέλαγοςに由来する。この区域は水深や太陽光の到達度合いによって分割されており、また、塩分や溶存酸素、鉄、マグネシウム、カルシウムなどの微量栄養素などの量なども各区分で変化する。水柱の深いところほど高圧低温で、光がない状態となる。
物理化学的な変化に加えて、生物学的な変化も見られる。特に沿岸域の場合、海洋生物は生息する上で、海底地形や海岸線、海底海山などの海中地形により影響を大きく受る。海洋生物はまた、海面の距離や、海と大気の境界の影響を受ける。例えば、界面表層付近であれば光合成の行うことができるだけの太陽光が届くが、同時に海面方向からの捕食や風による表層水の掻き混ざりなどの影響を受ける。一方で外洋帯では、海面と海底の間には距離があり、海岸や海底や海面とは物理的に距離があるため、開放的（自由）な水域とみなすことができる。外洋域に生息する海洋生物は、地形の制約に比較的邪魔されることなく、あらゆる方向に自由に泳ぐことができる。
海洋地帯（oceanic zone）は、大陸棚を越えた深い外洋のことを指す。これらの沖合海域は、河口や大陸棚など、沿岸近くの沿岸水域（neritic zone）とは対照的である。海洋地帯において海水は深海層（abyssopelagic）や超深海層（hadopelagic）といった深い水層へと潜り込む場合がある。沿岸の海水は一般に遠洋の比較的浅い層までも広がるが、海底近くにない限り、これらは遠洋水域とみなされる。全体として、遠海帯は13億3000万 km3の体積を占め、平均深度は3.68 km 、最大深度11 kmになる。遠洋区域に住んでいる魚は、遠洋魚と呼ばれ、遠洋に住む生物の寿命は、深さが増すにつれてその数や種類が減る。なお、生物数やその種類は、深さそのものではなく、光の強度や圧力、温度、塩度、海中の溶存酸素量や栄養量、海底地形等に依存している。
漂泳帯は外洋帯とも呼ばれ、時には大陸棚や近海と対比されることもある。また、近海の深い海も漂泳帯と呼ばれることもある。遠洋地帯と対比される地帯として、底生（benthic）(海底及び海底下)地帯がある。底生帯は海底の生態学的な地域である。これには、堆積物の表面付近の水域から若干潜り込んだ層までが含まれている。例えば、カニなどの堆積物の表面で生活する生物やアサリのように堆積物に潜り込む生物が、このゾーンに生息する海洋生物であり、底生生物と呼ばれる。底生地帯の直上にdemersal zone(海の最深部)という地帯が別に定義される場合もあり、この地帯は底生生物や海底からの影響を大きく受ける。demersal zoneに生息する魚は底魚と呼ばれ、とに分けることができる底生の魚、そのような魚類は海底で休むことができるように海水よりも体の密度が高い。底魚はボトムフィーダーやグラウンドフィッシュと呼ばれることもある。

## 区分帯

漂泳区分帯の図

この区分法で分けられる海は、深さごとに5つの領域に分けられる。上から順に、以下の通りである。

### 海面表層（Epipelagic）
海面から海面下200メートルまでの層を指す。この領域では、光合成を行うことができる程度に太陽光が透過し、地球全体での基礎生産の大部分がこの領域で行われている。プランクトン、浮遊海藻、クラゲ、そして様々な魚介類（マグロ、サメ、イルカなど）など、海洋植物や海洋動物の大部分は、海洋中ではこの層に最も集中している。

### 中深層（Mesopelagic）
海面下200メートルから1000メートルまでの層を指す。この層では、従属栄養性の原核生物が最も多い。この層に生息する主な魚介類はメカジキ、イカ、オオカミウオ科、コウイカなどである。中深層の生物には生物発光をするものが比較的多い。また、夜間に餌を食べるために海面表層まで浮上する生物もいる。

### 漸深層（Bathypelagic）
海面下1000メートルから3000メートル（4000メートルとされることもある）付近までの層を指す。名称は古代ギリシャ語でdeep（深い）を意味するβαθύςに由来する。この深さ以降では太陽光は全く届かず、アンコウのような生物による生物発光以外には光が存在しない。海洋植物は見られず、多くの動物種は上層から沈降してくるマリンスノー等のデトリタスや他の生物などを捕食する。この層にいる他の主な生物には、ダイオウイカなどのイカやジュウモンジダコなどがいる。

### 深海層（Abyssopelagic）
海面下3000メートル（4000メートルとされることもある）から6000メートル付近までの層を指す。名称は'bottomless'（深淵、底なし）を意味する古代ギリシャ語のἄβυσσοςに由来する。この深さでは水温は低温であり、高圧で光がなく、生物数や生物種は非常に少ない。この深さで見つかった主な生物には、イカの仲間やセンジュナマコのようなナマコの仲間、棘皮動物、ウミグモのような節足動物の仲間などがある。光が全く届かないため、深海層の多くの動物種は透明で目を持たない。

### 超深海層（Hadopelagic）
海面下6000メートルより深い層を指す。名称は、ギリシャ神話における冥界であるハデス（Hades）に由来している。一般に、この層は海溝の最深部にのみ存在する。

## 生態系

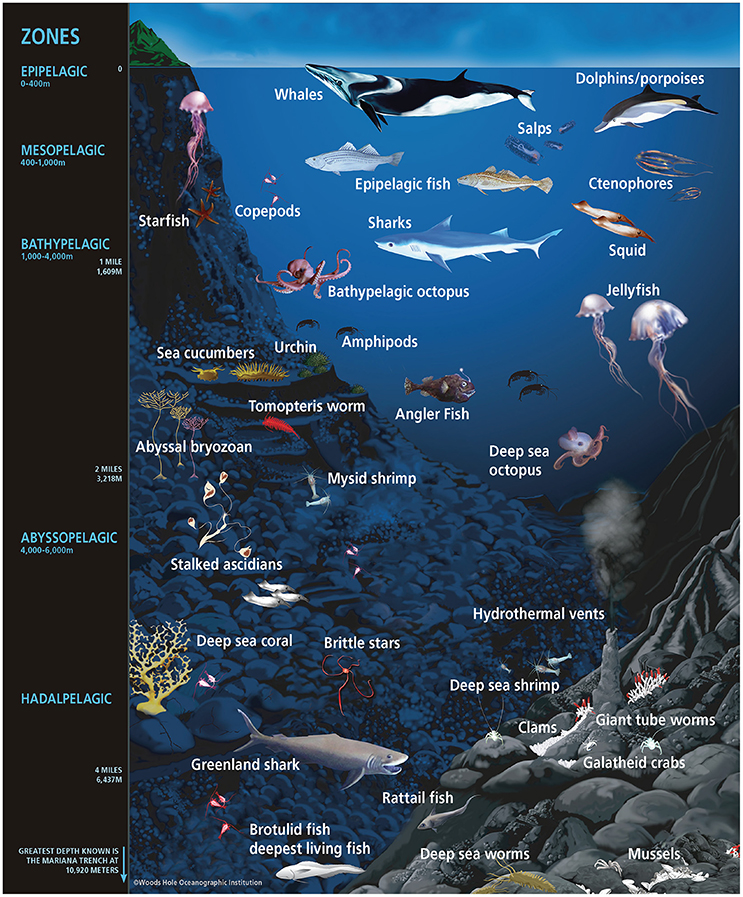
おおよその深さで定義された生態学的生息地内のいくつかの代表的な海洋動物（縮尺どおりに描かれていない）。海洋微生物はまた、すべての海洋生息地にわたって、海洋に生息する多様な生物の表面および組織や器官内に存在する。海底に根付いている、または海底に生息している動物は遠海魚ではなく、底生動物である。

遠洋生態系は一般に、海洋表層における植物プランクトンに依存している。植物プランクトンは光合成によって独立してエネルギーを獲得しているが、このプロセスには日光が必要であるため、沿岸や浅い海域といった太陽に照らされた表層帯に生息している。深くなるに従って溶存酸素が減少し、水圧が上昇し、気温が低くなり、食料源が不足し、光が減少して最終的に消えてしまうため、生物多様性は海洋表層の直下の層で著しく減少する。

### 無脊椎動物
遠海の無脊椎動物の例としては、オキアミ、カイアシ類、クラゲ、十脚類の幼生、クラゲノミ類、ワムシ類、クラゲノミ類、などが挙げられる。
ソーソンの法則によれば、低緯度の底生海洋無脊椎動物は、広範囲に分散する遠洋幼生に成長する多数の卵を産む傾向があるが、高緯度では、そのような生物は少なく、より大きな卵生（卵黄摂食）卵とより大きな子孫を産む傾向がある。

### 遠海魚
遠海魚は、沿岸や外洋、湖沼の水柱に生息するが、海底や湖底近辺には生息しないものである。これは、底魚や珊瑚礁に生息する魚とは対照的である。
遠海魚は、プランクトンを餌とする移動性の餌魚であることが多いが、そのような餌魚を捕食するより大きな捕食性の魚も含まれる。移動性の飼料魚の例は、ニシン、カタクチイワシ、カラフトシシャモ、メンハーデンが挙げられる。また、大型の遠洋魚の例としては、カジキ、マグロ、および海洋サメが挙げられる。

### 遠海爬虫類
海棲のウミヘビであるセグロウミヘビは65種の海洋ヘビのうち、遠海域で一生を過ごす唯一のヘビである。この種は、海洋表層の波に沿って数千の集合体を形成することがある。遠洋性のウミヘビは、世界で最も広く分布しているヘビの種である。
ウミガメの多くの種は、人生の最初の数年間を遠海域で過ごし、成熟するにつれて岸に近づく。

### 遠海の鳥

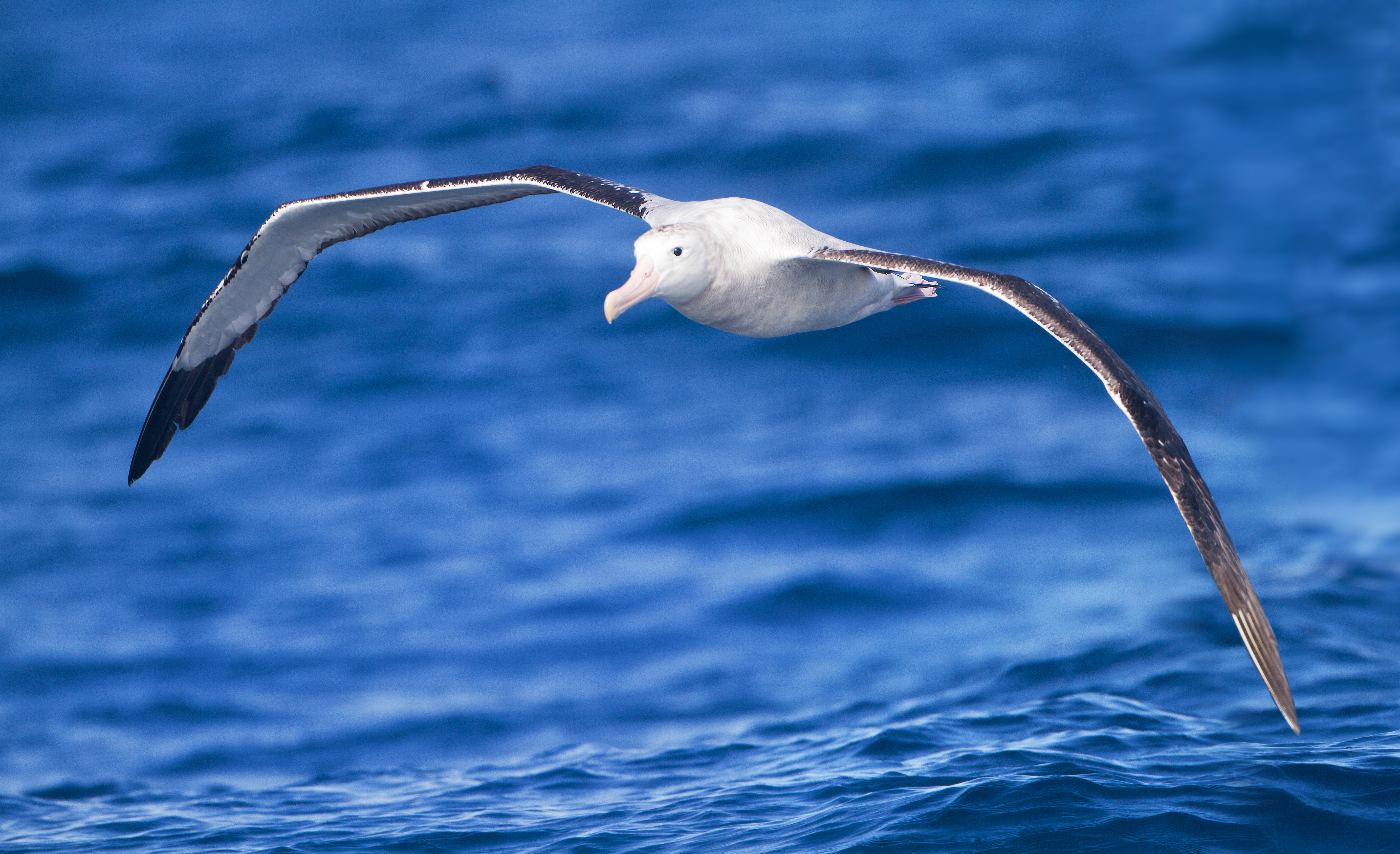
遠洋アホウドリは広大な海域に広がり、地球を一周することができる。

遠洋性の鳥は、海洋性の鳥または海鳥とも呼ばれ、内陸や川や湖などの制限された海域ではなく、外洋や海に生息しているものを指す。遠海鳥は浮遊性甲殻類、イカ、飼料魚などを捕食する。例としては、ニシツノメドリ、マカロニペンギン、セグロアジサシ、ミズナギドリ類（ミズナギドリ科）、アホウドリ、フルマカモメなどが挙げられる。